# Liste de châteaux pyrénéens
Cet article recense les châteaux situés dans le massif montagneux des Pyrénées, notamment le piémont pyrénéen.

## Légende
| Symbole          | Signification       |
| ---------------- | ------------------- |
| Ruine ou disparu | Ruine               |
| Château fort     | Château fort        |
| Renaissance      | Château Renaissance |
| Palais           | Palais              |
| Domaine viticole | Domaine viticole    |

MH = Monument historique (France).

## Pyrénées-Atlantiques
| Nom                      | Ville                 | Époque           | Commentaire                                                                                               | Type             |
| ------------------------ | --------------------- | ---------------- | --- | ---------------- |
| Château d'Abbadia        | Hendaye               | XIXe             | Classé MH (1984), conçu par Viollet-le-Duc à la demande d'Antoine d'Abbadie d'Arrast, musée actuellement. |                  |
| Château d'Audaux         | Audaux                | XVIe             | Inscrit MH (1947).                                                                                        | Château fort     |
| Château d'Arros          | Arros-de-Nay          | XVIIe            | Inscrit MH (1973)                                                                                         |                  |
| Château de Bellocq       | Bellocq               | XIIIe-XIVe       | Classé MH (1997).                                                                                         | Château fort     |
| Château de Bidache       | Bidache               | XIVe             | Classé MH (1942).                                                                                         | Ruine ou disparu |
| Château de Camou         | Aïcirits-Camou-Suhast | XVIIe            | Inscrit MH (1993).                                                                                        |                  |
| Château d'Eliçabéa       | Trois-Villes          | XVIIe            | Inscrit MH (1986).                                                                                        |                  |
| Château de Garro         | Mendionde             |                  | |                  |
| Château de Laàs          | Laàs                  |                  | |                  |
| Château de Marracq       | Bayonne               | XVIIIe (1720)    | Classé MH (1907).                                                                                         | Ruine ou disparu |
| Vieux château de Mauléon | Mauléon-Licharre      | XIe              | Inscrit MH (1925), site archéologique.                                                                    | Château fort     |
| Château de Montaner      | Montaner              | XIVe (1375)      | Classé MH (1980), place forte de Gaston Phœbus, œuvre de Sicard de Lordat, site archéologique             | Château fort     |
| Château de Morlanne      | Morlanne              | XIVe (1373)      | Inscrit MH (1975).                                                                                        | Château fort     |
| Château de Pau           | Pau                   | XIIe             | Classé MH (1840), musée national,.                                                                        | Renaissance      |
| Fort du Portalet         | Etsaut et Borce       | XIXe (1842-1870) | Classé MH (2005).                                                                                         |                  |
| Château de Puyoô         | Puyoô                 |                  | |                  |
| Château de Ruthie        | Aussurucq             | XIe              | |                  |
| Château d'Urtubie        | Urrugne               | XIVe             | Inscrit MH (1974) et parc classé en 1942.                                                                 |                  |

Château d'Abbadia Hendaye « PA00084395 » Classé 1984 Inscrit 2012
Château d'Abbadie Aroue-Ithorots-Olhaïby
Château d'Abos Abos
Château d'Agnos Agnos
Château d’Ahetzia Ordiarp
Château d'Angaïs Angaïs « PA64000036 » Inscrit 2000
Château d'Aphat Bussunarits-Sarrasquette || « PA00084366 » Inscrit 1970
Château d’Aphatia Barcus
Château d'Arbus Arbus
Château d'Arcangues Arcangues « PA00084312 » Inscrit 1980
Château d'Aren Aren « PA00084314 » Classé 1984 Inscrit 1984
Château d'Armendarits Armendarits « IA64000771 »
Château d'Arricau Arricau-Bordes « PA00084317 » Inscrit	1988
Château d'Arros Arros-de-Nay « PA00084318 » Inscrit 2012
Château d'Artiguelouve Artiguelouve
Château d'Assat Assat « PA00084324 » Inscrit 1959 Classé 1959
Château d'Astis Astis « IA00027386 »
Château d'Audaux Audaux « PA00084325 » Inscrit 1947
Château Bachoué Andrein
Château de Baillenx Andrein
Château des barons d'Espelette Espelette « PA00084386 » Inscrit 2007
Château de Baure Orthez « PA64000056 » Inscrit 2005
Château Bazerques Précilhon
Château de Bellocq Bellocq « PA00084351 » Classé 1997
Château de Belzunce Ayherre « PA00084558 » Inscrit 1992
Château de Belzunce Méharin
Château de Béon Aste-Béon « PA64000053 » Inscrit 2005
Château de Béost Béost « PA00084352 » Inscrit 1954
Château de Bernadets Bernadets « PA64000031 » Inscrit 1999
Château de Bidache Bidache « PA00084358 » Classé 1942 Inscrit 1942 Inscrit 2012
Château de Bielle Bielle « PA64000052 » Inscrit	2004
Château Bijou Labastide-Villefranche « PA64000059 » Classé 2008
Château de Bitaubé Rébénacq « PA64000028 » Inscrit 1998
Château de Bordenave Abère « IA00027105 »
Château de Bouillon Bouillon « IA64000010 »
Château Boulard Biarritz « PA00084356 » Inscrit 1975
Château Bourdette Précilhon
Château de Brassalay Biron « PA00084362 » Inscrit 1937
Château de Burosse Burosse-Mendousse « IA00026221 »
Château de Cabidos Cabidos « PA64000014 » Inscrit 1997
Château de Camou Aïcirits-Camou-Suhast « PA00125253 » Inscrit 1993
Château de Caplane Pouliacq « IA00026836 »
Château de Cassaber Carresse-Cassaber « PA64000075 » Inscrit 2010
Château de Coarraze Coarraze « PA00084381 » Inscrit	2011
Château de Corbère-Abères Corbère-Abères « IA00026479 »
Château de Coublucq Coublucq « IA64000132 »
Château de Crouseilles Crouseilles « IA00026496 »
Château de Garro Mendionde
Château de Doumy Doumy « IA00026766 »
Château d'Eliçabéa Trois-Villes « PA00084535 » Inscrit 2012
Château d'Escos Escos
Château d'Etchaux Saint-Étienne-de-Baïgorry	« PA00084547 » Inscrit 1989
Château de Fanget Thèze « PA00084534 » Inscrit 1960
Château de Françon Biarritz « PA00132940 » Inscrit 1993 Inscrit 1994 Classé 1999
Château de Goès Goès
Château de Guiche Guiche « PA00084393 » Classé 2007
Château de Gurs Gurs
Château d'Haïtze Ustaritz « PA00084540 » Inscrit 1987
Château Haltya Ustaritz
Château d'Idron Idron
Château d'Ilbarritz Bidart « PA00084544 » Inscrit 1990
Château d'Izeste Izeste « PA00084412 » Inscrit 1986
Château de Joantho Aroue-Ithorots-Olhaïby
Château de Laàs Laàs
Château de Lacarre Lacarre « PA00084561 » Inscrit 1992
Château Lassalle (Bedous) Bedous « IA64001000 »
Château de Lassalle Bidos « PA64000061 » Inscrit 2006
Château de Laxague Ostabat-Asme	« PA00084482 » Inscrit 1988
Château de Légugnon Oloron-Sainte-Marie « PA00125262 » Inscrit 1993
Château Lota Ustaritz « PA64000082 » Inscrit 2013
Château de Marracq Bayonne « PA00084330 » classé 1907
Château de Mascaraàs Mascaraàs-Haron « PA64000019 » Inscrit 1997
Château Maslacq Maslacq
Château de Mauléon Mauléon-Licharre	« PA00084444 » Inscrit 1925
Château de Maÿtie Mauléon-Licharre « PA00084443 » Inscrit 1925 Classé 1953 Inscrit 2005
Château de Meyracq Pontacq « PA64000064 » Inscrit 2006
Château de Momas Momas « PA00084546 » Inscrit 1989
Château de Moncade Orthez « PA00084479 » Classé 1840 Inscrit 1992 Classé 1995
Château de Mongaston Charre « PA00084372 » Inscrit 1998
Château de Montaner Montaner « PA00084451 » Classé 1980
Château de Montréal (Sauveterre-de-Béarn) Sauveterre-de-Béarn « PA00084525 » Classé 1886
Château de Morlanne Morlanne « PA00084455 » Inscrit 1975
Château de Navailles-Angos Navailles-Angos « IA00026823 »
Château-Neuf (Bayonne) Bayonne « PA00084331 » inscrit 1929
Château d'Olce Iholdy « PA64000054 » Inscrit 2005
Château d'Orion Orion
Château de Pau Pau « PA00084483 » Classé 1840 Classé 2004
Château de Poey-de-Lescar Poey-de-Lescar
Château de Pomps Pomps « IA64000043 »
Château de Ribère Oloron-Sainte-Marie
Château de Ruthie Aussurucq « PA00084327 » Inscrit 1925
Château de Saint-Pé Salies-de-Béarn « PA00084517 » Inscrit 1937
Château de Saint-Pée-sur-Nivelle Saint-Pée-sur-Nivelle « PA00084514 » Inscrit 1925
Château de Sainte-Colome Sainte-Colome « PA64000033 » Inscrit 1999
Château de Salette (Denguin) Denguin
Château de Salettes Anoye « IA00026419 »
Chateau de Salha Bardos « IA64000251 »
Château de Salles (Sallespisse)
Château de Sault Sault-de-Navailles « PA64000030 » Inscrit 1998
Château de Sauveméa Arrosès « IA00026446 »
Château des seigneurs de Luxe Luxe-Sumberraute « PA64000006 » Inscrit 1996
Château de Sévignac Sévignacq-Meyracq « PA64000027 » Inscrit 1998
Château de Soeix-Oloron Oloron-Sainte-Marie
Château de Sumberraute Luxe-Sumberraute « PA00125261 » Inscrit 1993
Château d'Uhart-Mixe Uhart-Mixe « PA64000011 » Inscrit 1996
Château d'Urtubie Urrugne « PA00084538 » Inscrit 1974
Château de Vergues ou de Fargas Ascarat « IA64000415 »
Château Verlée Ledeuix
Château-Vieux (Bayonne) Bayonne « PA00084332 » Classé 1931
Château du Vigneau Bayonne « PA64000071 » Inscrit 2009
Château de Vignes Sault-de-Navailles « PA64000010 » Inscrit 1996
Château de Viven Viven « PA00084548 » Inscrit 1989
Citadelle de Mendiguren Saint-Jean-Pied-de-Port
Fort du Portalet Etsaut et Borce « PA00084557 » Inscrit 2005
Fort de Socoa Ciboure « PA00084380 » Inscrit 2009
Haras national de Gelos Gelos « PA00084390 » Inscrit 2011
Hôtel de Peyre Pau « PA00084486 » Inscrit 1987
Maison de l'Infante Saint-Jean-de-Luz « PA00084496 » Inscrit 1925
Maison Lohobiague Enea Saint-Jean-de-Luz « PA00084497 » Classé 2005
Maison Ospitalea Irissarry « PA00084403 » Inscrit 1980
Manoir Elizabelar Iholdy
Manoir de Moncayolle-Larrory-Mendibieu Moncayolle-Larrory-Mendibieu « PA00084449 » Inscrit 1973
Salle d'Etchepare Ibarrolle « PA00084400 » Inscrit 1966
| \| Abbadia Abbadie Abos Agnos Ahetzia Angaïs Aphat Aphatia Arbus Arcangues Aren Armendarits Arricau Arros-de-Nay Artiguelouve Assat Astis Audaux Bachoué Baillenx Barons d'Espelette Baure Bazerques Bellocq Belzunce Béon Béost Bernadets Bidache Bielle Bijou Bitaubé Bordenave Bouillon Boulard Bourdette Brassalay Pau \| |
| Abbadia Abbadie Abos Agnos Ahetzia Angaïs Aphat Aphatia Arbus Arcangues Aren Armendarits Arricau Arros-de-Nay Artiguelouve Assat Astis Audaux Bachoué Baillenx Barons d'Espelette Baure Bazerques Bellocq Belzunce Béon Béost Bernadets Bidache Bielle Bijou Bitaubé Bordenave Bouillon Boulard Bourdette Brassalay Pau       |

## Hautes-Pyrénées
Département des Hautes-Pyrénées :
| Nom                     | Ville          | Époque | Commentaire                                                     | Type             |
| ----------------------- | -------------- | ------ | --------------------------------------------------------------- | ---------------- |
| Château fort de Lourdes | Lourdes        | XIe    | Classé MH (1995), devenu musée pyrénéen de Lourdes depuis 1921. | Château fort     |
| Château de Mauvezin     | Mauvezin       | XIe    | Inscrit MH (1945), place forte de Gaston Phœbus, devenu musée.  | Château fort     |
| Château des Nestes      | Arreau         | XVIIe  | Inscrit MH (1981),, actuel office de tourisme d'Arreau.         |                  |
| Château d'Ourout        | Argelès-Gazost | XVe    | Inscrit MH (1995).                                              |                  |
| Château Sainte-Marie    | Esterre        | XIVe   | Inscrit MH (1930).                                              | Ruine ou disparu |
| Château de Ségure       | Arreau         | XIVe   | Porté à l'Inventaire général en 2000.                           |                  |

## Haute-Garonne
Département de la Haute-Garonne :
| Nom                   | Ville      | Époque               | Commentaire                                                              | Type             |
| --------------------- | ---------- | -------------------- | ------------------------------------------------------------------------ | ---------------- |
| Château de Castagnac  | Castagnac  | XIIe                 | Inscrit MH (2003).                                                       | Château fort     |
| Château de Laréole    | Laréole    | XVIe (1579)          | Classé MH (1927), œuvre de Dominique Bachelier.                          | Renaissance      |
| Château de Larroque   | Larroque   | XIIe                 | Inscrit MH (1930).                                                       | Ruine ou disparu |
| Château de Merville   | Merville   | XVIIIe (1743-1759)   | Classé MH (1987).                                                        |                  |
| Château de Montespan  | Montespan  | XIIIe                | Inscrit MH (1926).                                                       | Ruine ou disparu |
| Château de Pibrac     | Pibrac     | XVIe (1540)          | Inscrit MH (1932) et portail classé en 1947, œuvre de Nicolas Bachelier. | Renaissance      |
| Château de Valmirande | Montréjeau | XIXe-XXe (1893-1910) | Classé MH (1992) et jardin remarquable (par Denis et Eugène Bühler).     | Renaissance      |

## Ariège

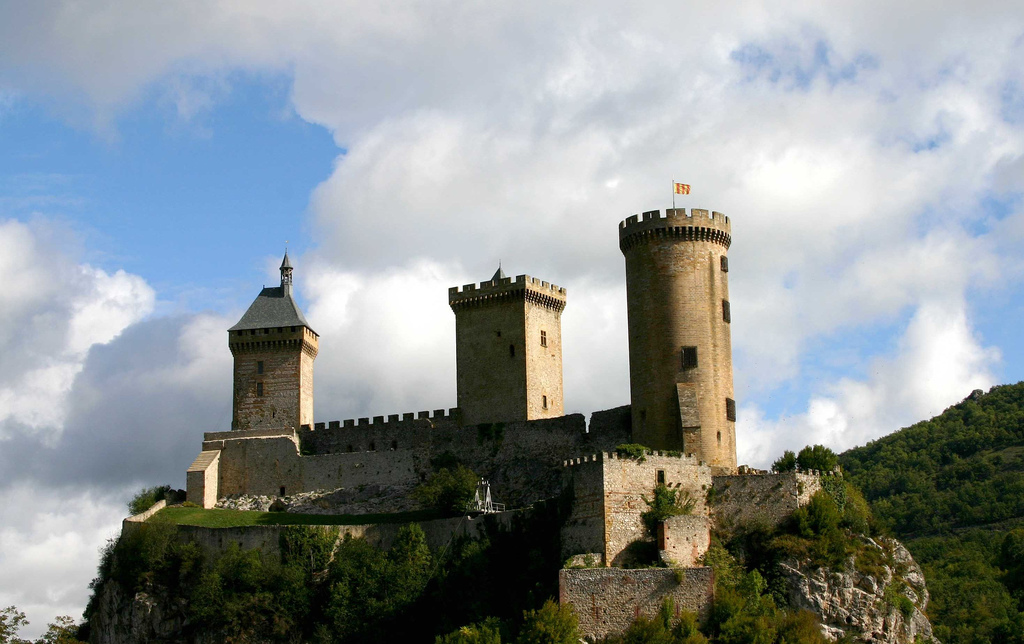
Château de Foix

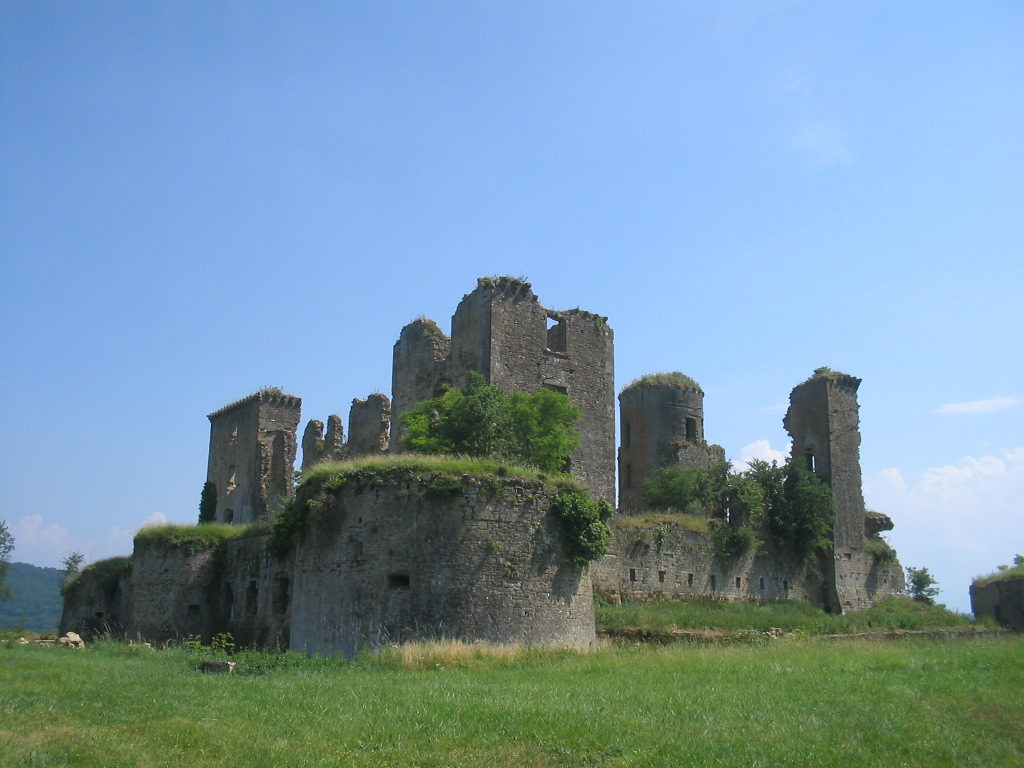
Château de Lagarde

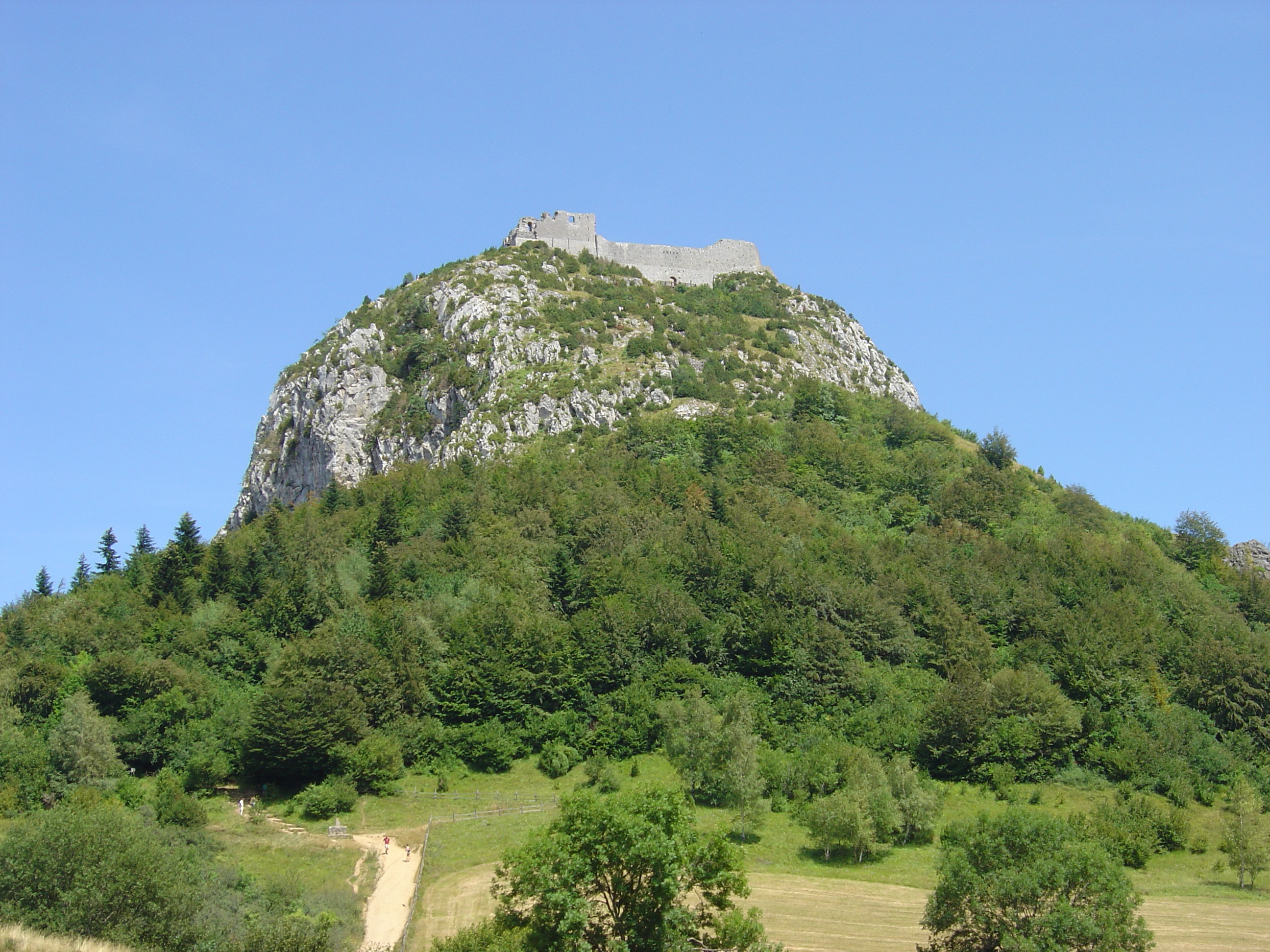
Château de Montségur

Département de l'Ariège :
| Nom                                      | Ville                 | Époque               | Commentaire                                                           | Type             |
| ---------------------------------------- | --------------------- | -------------------- | --------------------------------------------------------------------- | ---------------- |
| Castelet du Castet                       | Aleu                  | XIIe ou XIIIe siècle |                                                                       |                  |
| Château d’Alliat                         | Alliat                |                      |                                                                       |                  |
| Château d'Artix                          | Artix                 |                      |                                                                       |                  |
| Château d'Arvigna                        | Arvigna               |                      | château cathare                                                       |                  |
| Château d'Aucazein                       | Aucazein              |                      |                                                                       |                  |
| Château de Calamès                       | Bédeilhac-et-Aynat    |                      |                                                                       | Ruine ou disparu |
| Château de Castelbon                     | Betchat               |                      |                                                                       |                  |
| Château de Crampagna                     | Crampagna             |                      |                                                                       |                  |
| Châteaux de Château-Verdun et de Gudanes | Château-Verdun        |                      |                                                                       |                  |
| Château de Foix                          | Foix                  | Xe                   | Classé MH (1840), devenu musée départemental de l'Ariège depuis 1930. | Château fort     |
| Château de Lagarde                       | Lagarde               | XIe                  | Classé MH (1914).                                                     | Ruine ou disparu |
| Château de Léran                         | Léran                 |                      | Inscrit MH (1959, 1986)                                               |                  |
| Château de Ligny (Ariège)                | Les Bordes-sur-Arize  |                      |                                                                       |                  |
| Château de Lordat                        | Lordat                | XIe                  | Classé MH (1923).                                                     | Ruine ou disparu |
| Château de Marveille                     | Les Bordes-sur-Arize  |                      |                                                                       |                  |
| Château de Miglos                        | Miglos                | XIVe (1320)          | Classé MH (1987).                                                     | Ruine ou disparu |
| Château de Mirabat                       | Seix                  |                      |                                                                       | Ruine ou disparu |
| Château de Montaillou                    | Montaillou            |                      |                                                                       |                  |
| Château de Montréal-de-Sos               | Auzat                 | XIIe                 |                                                                       | Ruine ou disparu |
| Château de Montségur                     | Montségur             | XIIIe                | Classé MH (1862).                                                     | Ruine ou disparu |
| Château de Nogarède                      | Sieuras               |                      | Inscrit MH                                                            |                  |
| Château de Pailhès                       | Pailhès               | XIIe                 | Inscrit MH (1997).                                                    | Château fort     |
| Château de Prat                          | Prat-Bonrepaux        | XVe-XIXe             | Inscrit MH (1997).                                                    | Renaissance      |
| Château de Queille                       | Saint-Quentin-la-Tour |                      | Inscrit MH                                                            |                  |
| Château de Quérigut                      | Quérigut              | XIIe                 |                                                                       | Ruine ou disparu |
| Château de Roquefixade                   | Roquefixade           | XIe                  | Classé MH (1995).                                                     | Ruine ou disparu |
| Château Saint-Barthélémy                 | Durban-sur-Arize      |                      | Inscrit MH (1992)                                                     | Ruine ou disparu |
| Château des Salenques                    | Les Bordes-sur-Arize  |                      |                                                                       |                  |
| Château de Sibra                         | Lagarde               | fin XIXe (1880)      | Inscrit MH (2004) et parc à l'Inventaire général.                     |                  |
| Château d'Usson                          | Rouze                 | XIe                  | Inscrit MH (1978).                                                    | Ruine ou disparu |

## Aude

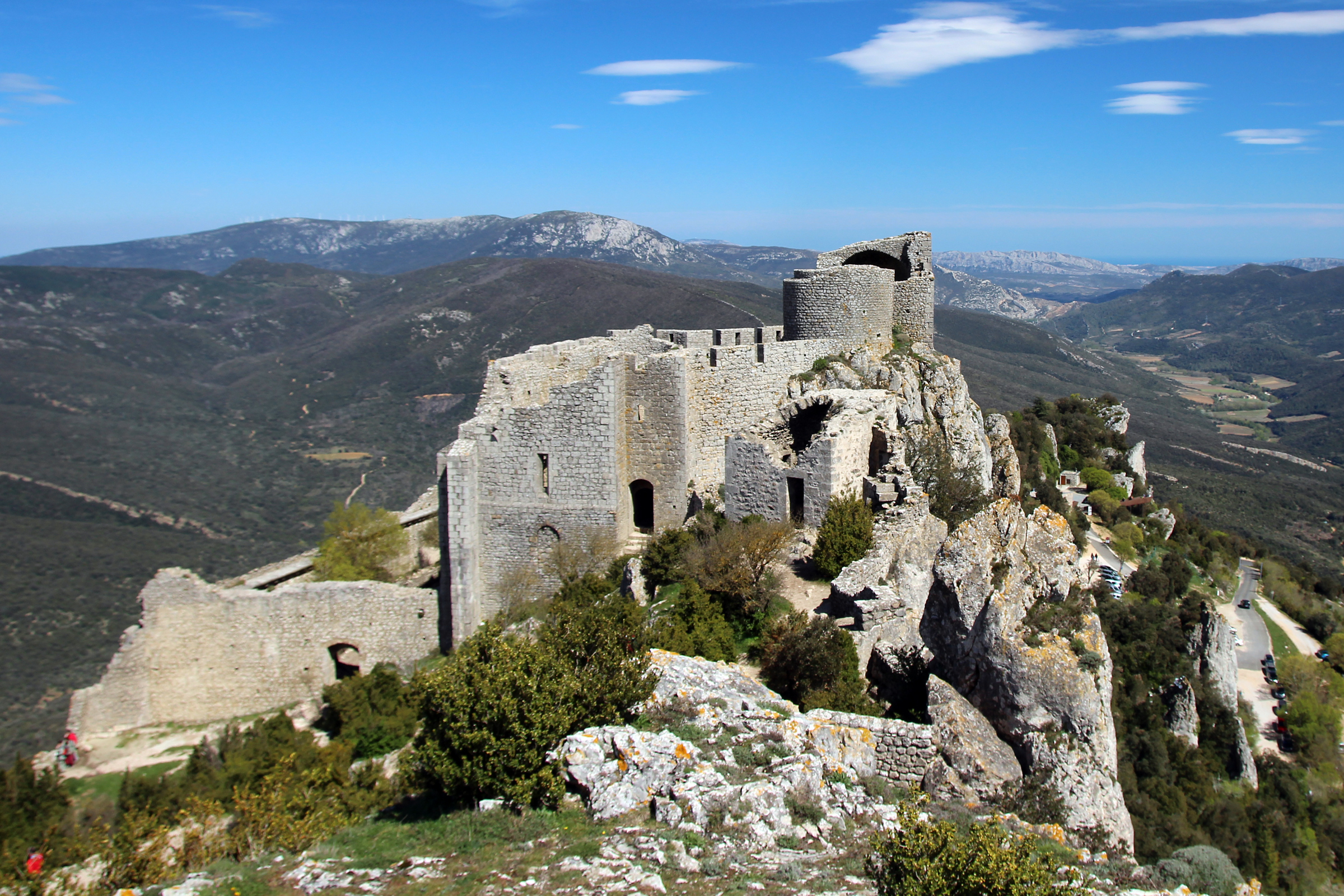
Château de Peyrepertuse

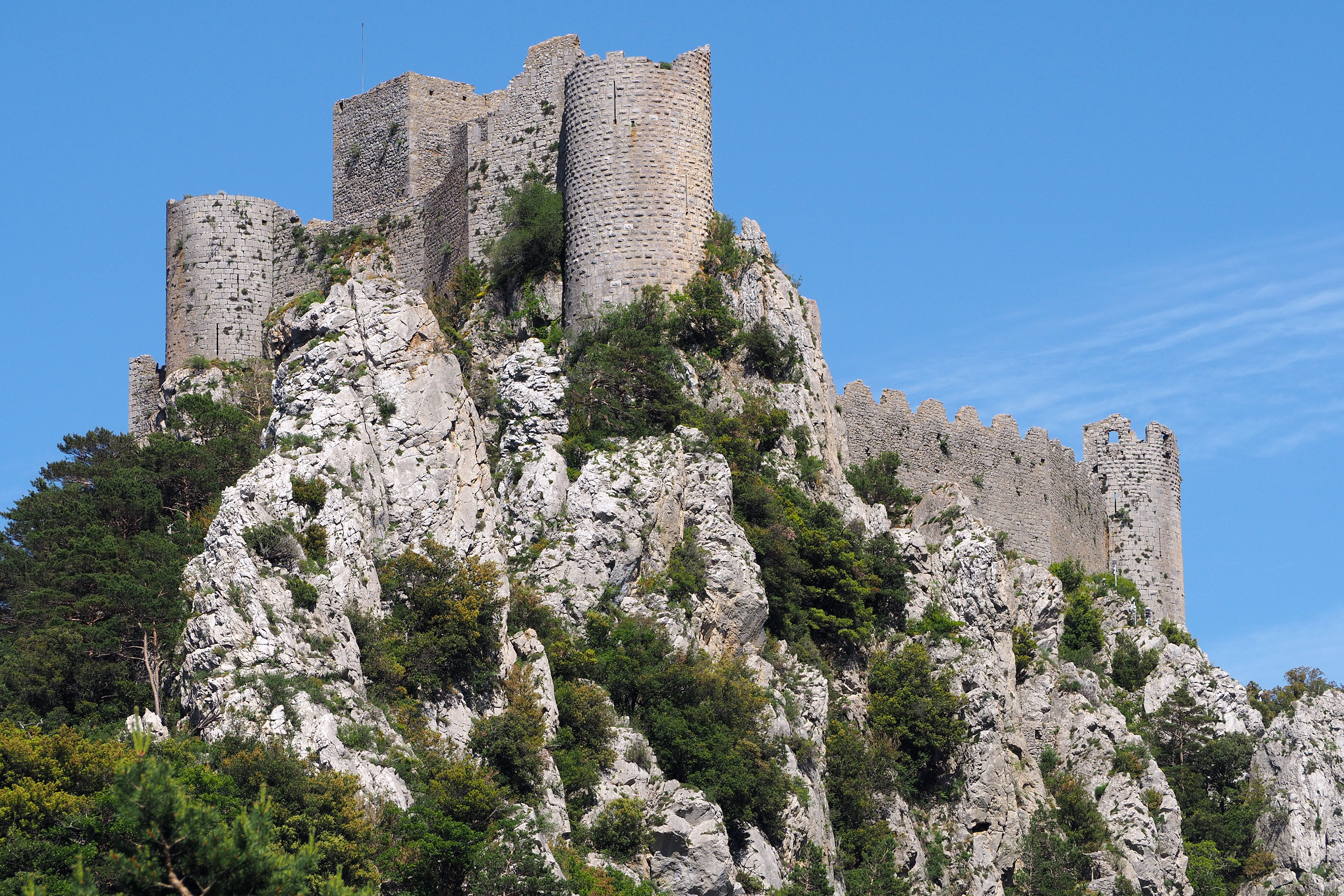
Château de Puilaurens

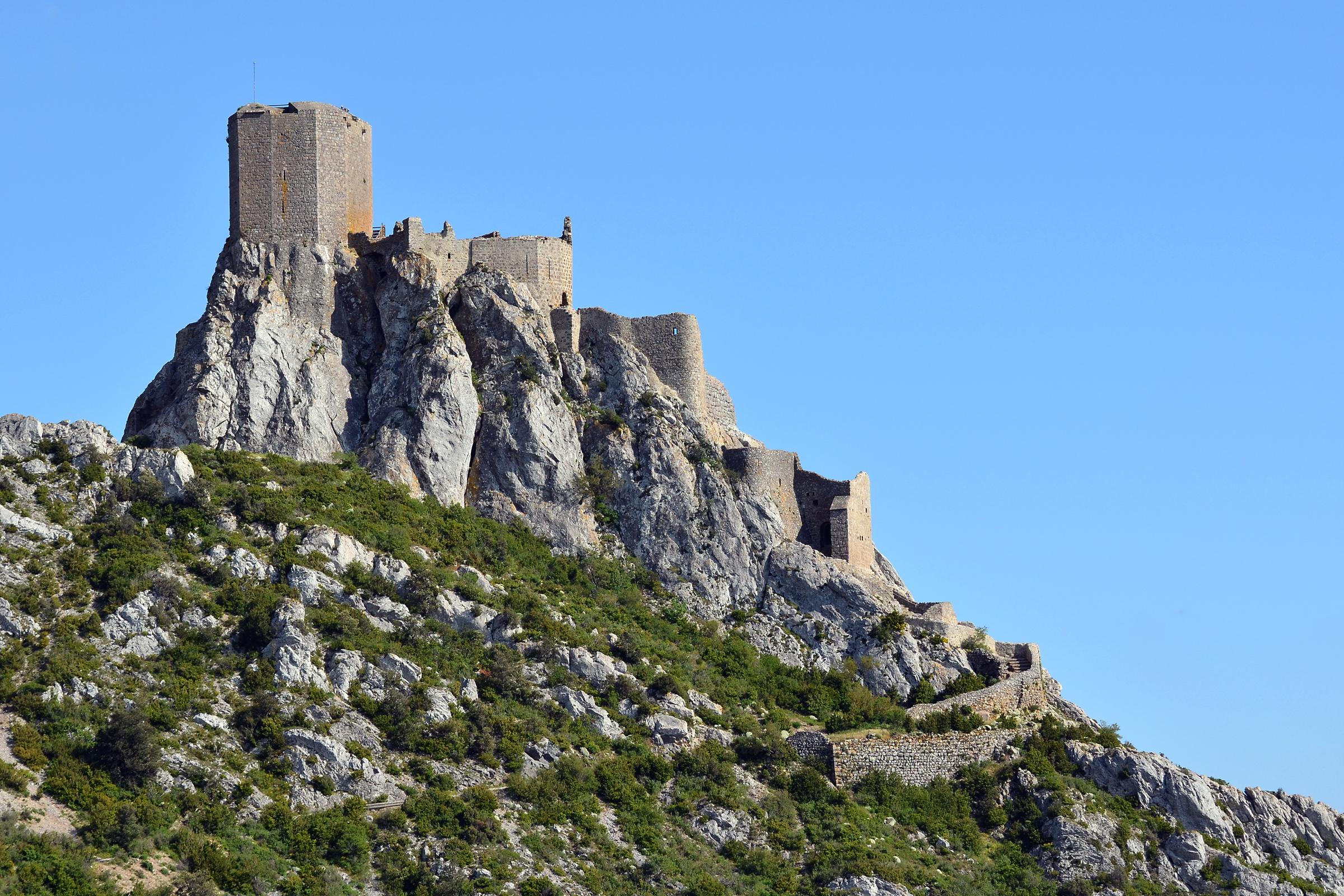
Château de Quéribus

Le département de l'Aude possède de nombreux châteaux, la plupart en ruine et datant du XIIIe siècle. Quelques châteaux ont hébergé des cathares durant le XIIIe siècle.
| Nom                              | Ville                     | Époque     | Commentaire | Type             |
| -------------------------------- | ------------------------- | ---------- | --- | ---------------- |
| Château d'Aguilar                | Tuchan                    | XIIe       | Classé MH (1949). | Château fort     |
| Château d'Albières               | Albières                  |            | |                  |
| Château d'Arques                 | Arques                    | XIVe       | Classé MH (1887). | Château fort     |
| Château d'Auriac                 | Auriac                    |            | |                  |
| Château de Baraigne              | Baraigne                  |            | | Château fort     |
| Château de Belflou               | Belflou                   |            | | Château fort     |
| Château de Blanchefort           | Rennes-les-Bains          |            | |                  |
| Château de Bouisse               | Bouisse                   |            | |                  |
| Château de Bugarach              | Bugarach                  |            | |                  |
| Château de Camps-sur-l'Agly      | Camps-sur-l'Agly          |            | |                  |
| Cité de Carcassonne              | Carcassonne               | Ve         | Classé MH (1862), patrimoine mondial en 1997.                                                                          | Château fort     |
| Château de Castel d'Ase          | Soulatgé                  |            | |                  |
| Château de Castelmaure           | Embres-et-Castelmaure     |            | |                  |
| Château de la Caunette           | Lastours                  | XVIe       | Inscrit MH (1948). |                  |
| Château de Coustaussa            | Coustaussa                |            | |                  |
| Château de Cucugnan              | Cucugnan                  |            | |                  |
| Château de Domneuve              | Tuchan                    |            | |                  |
| Château de Durban-Corbières      | Durban-Corbières          |            | |                  |
| Château de Durfort               | Vignevieille              | XIe        | | Ruine ou disparu |
| Château de Fa                    | Fa                        |            | |                  |
| Château de Fendeille             | Fendeille                 | XIIe       | |                  |
| Château de Gruissan              | Gruissan                  | Xe         | Inscrit MH (1948). | Ruine ou disparu |
| Châteaux de Lastours             | Lastours                  | XIe        | Piémont du massif central, Classé MH (1905) : ensemble de 4 châteaux (Cabaret, Quertinheux, Surdespine et Tour Régine) | Château fort     |
| Château de Montferrand           | Montferrand               |            | |                  |
| Château de Padern                | Padern                    |            | |                  |
| Château de Paulignan             | Trausse                   |            | |                  |
| Château de Peyrepertuse          | Duilhac-sous-Peyrepertuse | Xe         | Classé MH (1908). | Château fort     |
| Château de Pieusse               | Pieusse                   | XIe        | Classé MH (1989) pour ses peintures.                                                                                   | Château fort     |
| Château de Puilaurens            | Lapradelle-Puilaurens     |            | Classé MH (1902). | Château fort     |
| Château de Puivert               | Puivert                   | XIIIe-XIVe | Classé MH (1907). | Château fort     |
| Château de Quéribus              | Cucugnan                  | XIIIe      | Classé MH (1907). | Château fort     |
| Château de Quillan               | Quillan                   |            | |                  |
| Château de Saissac               | Saissac                   | Xe         | Inscrit MH (1926). | Ruine ou disparu |
| Château de Saint-Michel-de-Lanès | Saint-Michel-de-Lanès     |            | |                  |
| Château de Saissac               | Saissac                   |            | | Château fort     |
| Château de Serres                | Serres                    |            | Inscrit MH (1947) |                  |
| Château de Termes                | Termes                    | Xe         | Massif des Corbières, Classé MH (1989).                                                                                | Château fort     |
| Château de Villerouge la Crémade | Fabrezan                  |            | |                  |
| Château de Villerouge-Termenès   | Villerouge-Termenès       | XIIe       | Massif des Corbières, Classé MH (1976).                                                                                | Château fort     |

## Pyrénées-Orientales

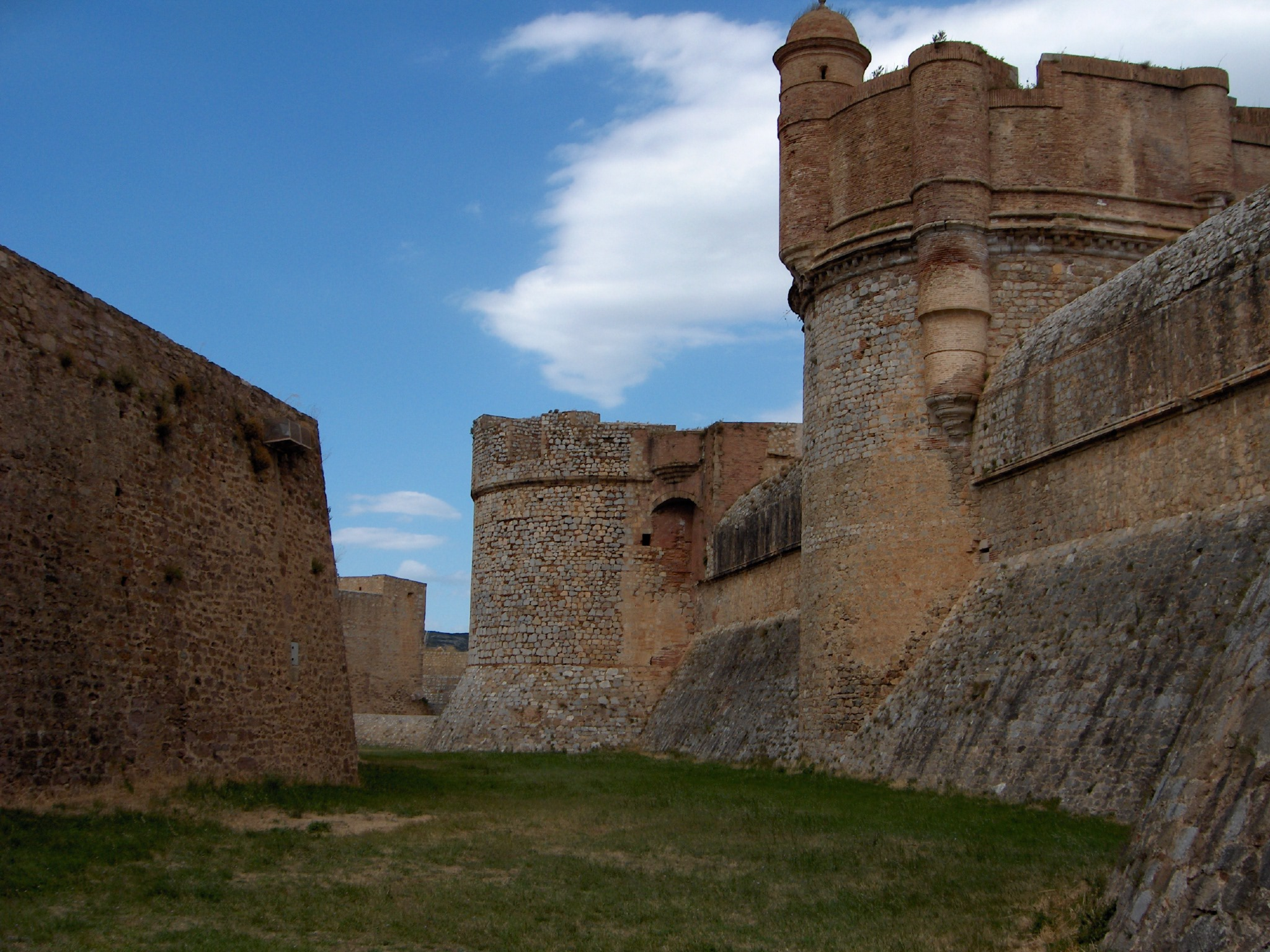
Forteresse de Salses

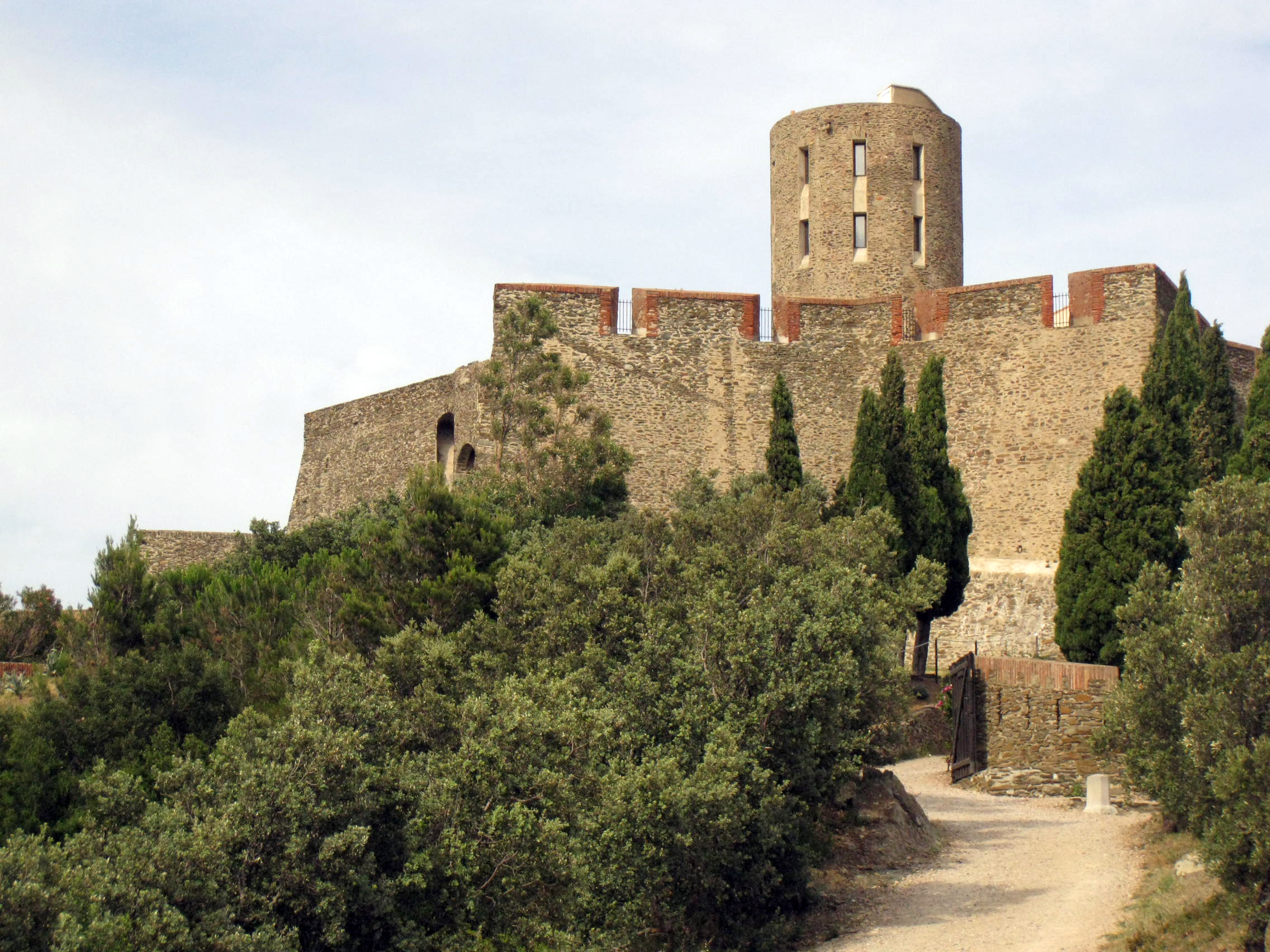
Fort Saint-Elme

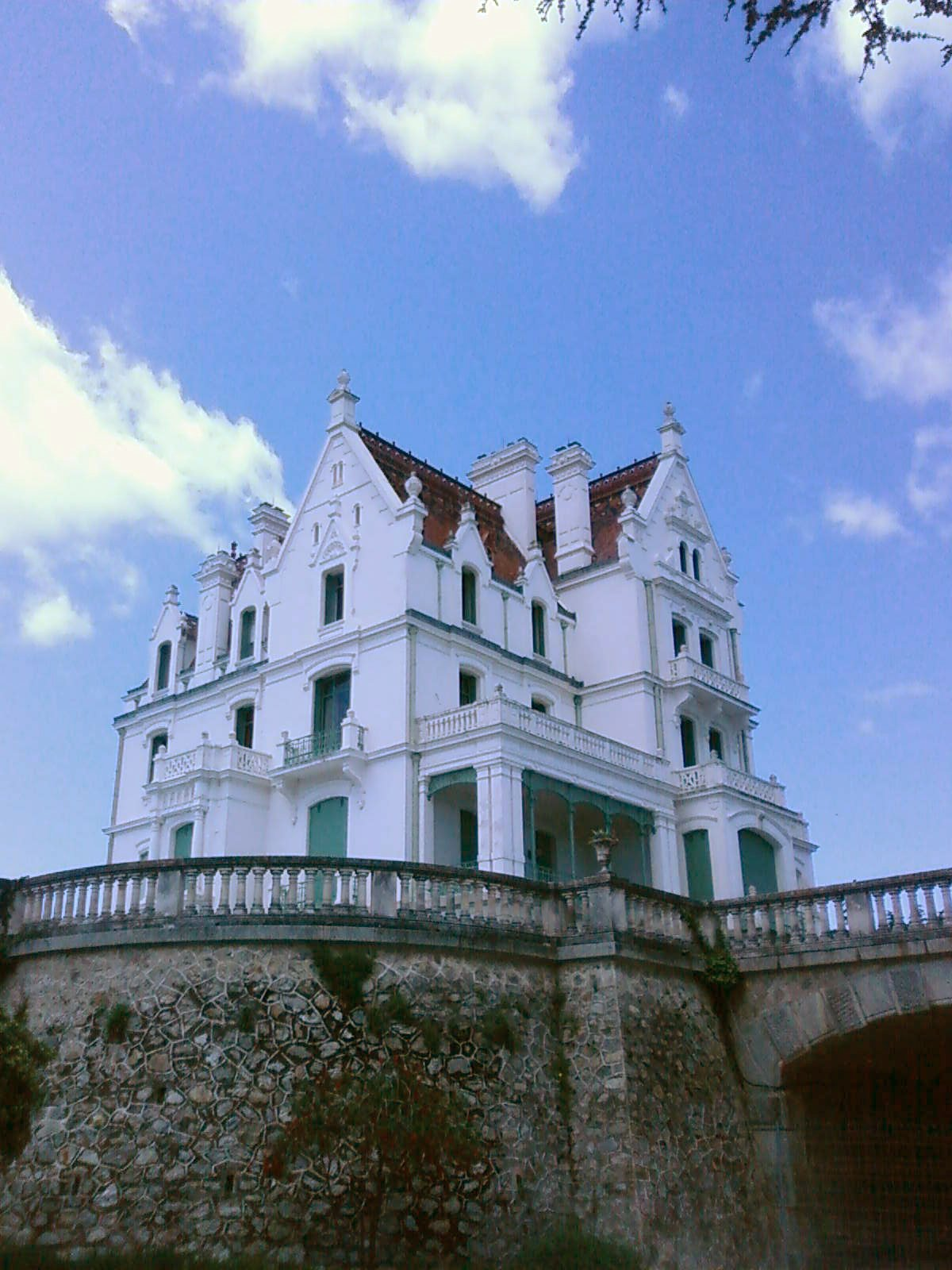
Château de Valmy

| Nom                            | Ville                              | Époque               | Commentaire                                                                                                | Type             |
| ------------------------------ | ---------------------------------- | -------------------- | --- | ---------------- |
| Château d'Arda                 | Sournia                            | 1142                 | Mentionné pour la première fois en 1142, le château est livré aux pillards dès 1374 et actuellement ruiné. | Château fort     |
| Château d'Aubiry               | Céret                              | fin XIXe début XXe   | Inscrit MH (2006),, œuvre de Viggo Dorph-Petersen.                                                         | Domaine viticole |
| Château de la Bastide          | Olette                             | XIVe                 | | Ruine ou disparu |
| Fort de Bellegarde             | Le Perthus                         | XVIIe                | Classé MH (1967), œuvre de Vauban.                                                                         |                  |
| Château de Campôme             | Campôme                            |                      | |                  |
| Château de Canet-en-Roussillon | Canet-en-Roussillon                | XIe                  | Classé MH (1984).                                                                                          | Ruine ou disparu |
| Château de Castelnou           | Castelnou                          | XIe                  | | Château fort     |
| Château royal de Collioure     | Collioure                          | XIIe                 | Classé MH en 1922.                                                                                         | Château fort     |
| Château Ducup de Saint-Paul    | Perpignan                          |                      | Œuvre de Viggo Dorph-Petersen.                                                                             |                  |
| Château de l'Esparrou          | Canet-en-Roussillon                | XIXe                 | Œuvre de Viggo Dorph-Petersen.                                                                             | Domaine viticole |
| Château d'Évol                 | Olette                             | XIIe                 | Inscrit MH en 1982.                                                                                        | Ruine ou disparu |
| Château de Fenouillet          | Fenouillet                         |                      | |                  |
| Fort Lagarde                   | Prats-de-Mollo-la-Preste           | XVIIe                | Classé MH (1925).                                                                                          |                  |
| Fort Libéria                   | Villefranche-de-Conflent et Fuilla | XVIIe                | Classé MH (1930) et patrimoine mondial en 2008 en tant que fortification de Vauban.                        |                  |
| Palais des Rois de Majorque    | Perpignan                          | XIIIe (1276-1300)    | Classé MH (1913).                                                                                          | Palais           |
| Château de Pujols              | Argelès-sur-Mer                    | XIIIe                | Inscrit MH (1956).                                                                                         |                  |
| Château de Sabarda             | Fenouillet                         |                      | | Ruine ou disparu |
| Forteresse de Salses           | Salses-le-Château                  | XVe-XVIe (1497-1504) | Classé MH (1886).                                                                                          |                  |
| Château de Tautavel            | Tautavel                           |                      | Inscrit MH (1986).                                                                                         | Ruine ou disparu |
| Château d'Ultrera              | Argelès-sur-Mer                    | VIIe                 | | Ruine ou disparu |
| Château de Valmy               | Argelès-sur-Mer                    | fin XIXe             | Œuvre de Viggo Dorph-Petersen.                                                                             | Domaine viticole |

| Type               | Nom                        | Commune                  | Protection        | Note | Illustration |
| ------------------ | -------------------------- | ------------------------ | ----------------- | --- | ------------ |
| Château d'agrément | Château d'Aubiry           | Céret                    | Inscrit MH (2006) | C'est l'un des trois châteaux construit par Pierre Bardou-Job pour ses enfants à la fin du XIXe siècle.                                                                          |              |
| Maison forte       | Château de Bélesta         | Bélesta                  | -                 | Restauré dans les années 1980, il abrite depuis un musée de la préhistoire. |              |
| Fortification      | Fort de Bellegarde         | Le Perthus               | Classé MH (1967)  | Fortification conçue par Vauban pour verrouiller le col du Perthus à la frontière espagnole.                                                                                     |              |
| Château fort       | Château de Canet           | Canet-en-Roussillon      | Inscrit MH (1984) | Siège de la vicomté éponyme, le château du XIe siècle a été maintes fois remanié ; il est restauré depuis les années 1960.                                                       |              |
| Château fort       | Château de Castelnou       | Castelnou                | -                 | Résidence de la puissante famille de Castelnou, le château est dans un état de conservation remarquable ; il se visite.                                                          |              |
| Fortification      | Château royal de Collioure | Collioure                | Classé MH (1922)  | Cette résidence royale devenue forteresse puis prison se visite. |              |
| Château fort       | Château de Corbère         | Corbère                  | Inscrit MH (1974) | Datant du XIIe siècle, le château est une résidence privée et ne se visite pas.                                                                                                  |              |
| Château d'agrément | Château Ducup              | Perpignan                | -                 | C'est l'un des trois châteaux construit par Pierre Bardou-Job pour ses enfants à la fin du XIXe siècle ; il est la propriété de l'Église.                                        |              |
| Domaine viticole   | Château de l'Esparrou      | Canet-en-Roussillon      | Inscrit MH (2011) | Se sachant mourant, Joseph Sauvy le fait construire par l'architecte Viggo Dorph-Petersen pour « imprimer sa marque ».                                                           |              |
| Château fort       | Château d'Évol             | Olette                   | -                 | Construit en 1260 par Guillaume de So, il n'en reste aujourd'hui qu'une tour en bon état et des murs en ruines.                                                                  |              |
| Château fort       | Château de Fenouillet      | Fenouillet               | -                 | Siège de la vicomté éponyme, le château du XIe siècle est actuellement en ruines et fait l'objet de fouilles depuis 2000.                                                        |              |
| Fortification      | Fort Lagarde               | Prats-de-Mollo-la-Preste | Classé MH (1925)  | Cette citadelle du XVIIe siècle surveillait le col d'Ares, passage naturel vers l'Espagne.                                                                                       |              |
| Fortification      | Fort Libéria               | Villefranche-de-Conflent | Classé MH (2009)  | Célèbre pour avoir servi de prison aux empoisonneuses de Louis XIV, le fort, construit par Vauban est relié à la cité de Villefranche par un escalier souterrain de 734 marches. |              |
| Palais             | Palais Majeur              | Perpignan                | Classé MH (1913)  | Résidence des rois de Majorque à partir de 1309, avant de devenir le siège d'une garnison, le palais est aujourd'hui un haut de la culture locale.                               |              |
| Château fort       | Château de Mosset          | Mosset                   | -                 | Il ne reste plus que des brides de l'ancien château du XIe siècle, aujourd'hui divisé entre plusieurs propriétaires.                                                             |              |
| style Renaissance  | Château de Nyer            | Nyer                     | -                 | Longtemps possession de la famille de Banyuls, il est un des rares châteaux de style Renaissance dans les Pyrénées-Orientales.                                                   |              |
| Château fort       | Château de Paracolls       | Molitg-les-Bains         | -                 | Cité dès 948, il faisait partie du réseau de tours à signaux qui remontait vers le col de Jau.                                                                                   |              |
| Château fort       | Château de Pujols          | Argelès-sur-Mer          | -                 | Il ne reste plus que le donjon, une grande tour carrée de ce château du XIe siècle.                                                                                              |              |
| Château d'agrément | Château de Riell           | Molitg-les-Bains         | -                 | Construit en 1895 par la famille de Massia, il a été transformé en hôtel de luxe.                                                                                                |              |
| Château fort       | Château de la Roca d'Anyer | Nyer                     | Inscrit MH (1965) | Construit entre le Xe siècle et le XIe siècle, puis remanié aux XVe et XVIe siècles, il est finalement abandonné pour le château de Nyer.                                        |              |
| Château fort       | Château de Sabarda         | Caudiès-de-Fenouillèdes  | -                 | Construit par les vicomtes de Fenouillèdes au début du XIe siècle, il ne reste plus qu'une tour abandonnée.                                                                      |              |
| Fortification      | Fort Saint-Elme            | Collioure                | Inscrit MH (1927) | Fort militaire devenu depuis musée. |              |
| Fortification      | Forteresse de Salses       | Salses-le-Château        | Classé MH (1886)  | Construit entre 1497 et 1502 par les rois catholiques, elle était à l'époque une importante place forte par-delà les Pyrénées.                                                   |              |
| Domaine viticole   | Château de Saü             | Thuir                    | -                 | Construit par l'architecte Viggo Dorph-Petersen, c'est une des premières folies du Roussillon.                                                                                   |              |
| Ruine ou disparu   | Château de Tautavel        | Tautavel                 | -                 | Le château est actuellement à l'état de ruine, ne restent qu'une tour et une partie du mur d'enceinte.                                                                           |              |
| Ruine ou disparu   | Château d'Ultrère          | Argelès-sur-Mer          | -                 | Aujourd'hui en ruines, il est historiquement lié aux seigneurs de Sorède. |              |
| Domaine viticole   | Château de Valmy           | Argelès-sur-Mer          | -                 | C'est l'un des trois châteaux construit par Pierre Bardou-Job pour ses enfants à la fin du XIXe siècle.                                                                          |              |
| Château fort       | Château du Vivier          | Le Vivier                | -                 | Très dégradé, il a fait l'objet de campagnes de restauration ces dernières années.                                                                                               |              |

## Navarre
Dans la Communauté forale de Navarre :
| Nom                        | Ville     | Époque | Commentaire | Type             |
| -------------------------- | --------- | ------ | ----------- | ---------------- |
| Château de Javier          | Javier    | Xe     |             |                  |
| Château d'Amaiur           | Baztan    |        |             | Ruine ou disparu |
| Palais des rois de Navarre | Pampelune | XIIe   |             | Palais           |
| Palais royal d'Olite       | Olite     | XVe    |             | Palais           |

## Aragon
Dans la province de Huesca :
| Nom                    | Ville     | Époque   | Commentaire                                                                | Type             |
| ---------------------- | --------- | -------- | -------------------------------------------------------------------------- | ---------------- |
| Château d'Arrés (es)   | Bailo     | XVe-XVIe | Déclaré patrimoine culturel en 1999.                                       |                  |
| Château de Boltaña     | Boltaña   |          |                                                                            | Ruine ou disparu |
| Château de Chalamera   | Chalamera |          |                                                                            |                  |
| Château de Loarre      | Ayerbe    | XIe      | Déclaré patrimoine culturel et monument national en 1906[réf. nécessaire]. |                  |
| Château de Montearagón | Quicena   | XIe      |                                                                            |                  |
| Château de Monzón      | Monzón    | Xe       | Monument national[réf. nécessaire].                                        |                  |

## Catalogne
| Nom                           | Ville                             | Époque | Commentaire                             | Type             |
| ----------------------------- | --------------------------------- | ------ | --------------------------------------- | ---------------- |
| Château de Besora (en)        | Santa Maria de Besora (Barcelone) | IXe    |                                         |                  |
| Château de Cardona            | Cardona (Barcelone)               | IXe    |                                         |                  |
| Castèth-Leon                  | Es Bòrdes (Lérida)                | XIIIe  |                                         | Ruine ou disparu |
| Couvent-forteresse de Gardeny | Lérida (Lérida)                   | XIIe   |                                         |                  |
| Château de Granera            | Granera (Barcelone)               | Xe-XIe | Patrimoine historique espagnol en 1985. | Ruine ou disparu |
| Château de Granyena           | Granyena de Segarra (Lérida)      |        |                                         |                  |

## Carte
| Abbadia Aguilar Arques Bellocq Bidache Canet-en-Roussillon Carcassonne Castagnac Castelnou Castèth-Leon Chalamera Collioure Durfort Fendeille Foix Gardeny Garro Granyena Gruissan Javier Lagarde Fort Lagarde Laréole Lastours Fort Libéria Loarre Lordat Lourdes Mauléon-Licharre Mauvezin Amaiur Merville Miglos Montaner Montréal-de-Sos Montségur Monzón Pau Pailhès Peyrepertuse Pibrac Pieusse Portalet Puilaurens Puivert Quéribus Quérigut Palais des Rois de Majorque Palais des rois de Navarre Roquefixade Saissac Salses Termes Ultrera Usson Valmirande Villerouge-Termenès |